# Faccia di Picasso
Faccia di Picasso è un film del 2000 diretto e interpretato da Massimo Ceccherini.

## Trama
Massimo Ceccherini è in cerca di una trama per il suo nuovo film. I suggerimenti delle persone che gli stanno intorno sono tutti uguali e gli indicano "meno volgarità" e "più gags", sommate a una storia d'amore e ingente presenza di avvenenti personaggi femminili.
Privo di spunti, assieme all'amico Alessandro Paci, l'attore/regista chiede aiuto a uno sceneggiatore indicatogli dal produttore Federico, che però come idea ripropone, con piccole modifiche, la trama di La vita è meravigliosa. Così, Ceccherini si trova senza una traccia originale per il film e, dopo aver passeggiato per largo Federico Fellini a Roma, decide di ringraziare «tutti quelli che m'hanno fatto emozionare», reinterpretando a proprio modo classici come Lo squalo, Rocky IV, L'esorcista e Il silenzio degli innocenti.
Per concludere l'opera, Ceccherini si reca con Paci a Berlino, davanti a una parte dell'ormai crollato Muro, immaginando che non venga distrutto ma ridipinto dal padre imbianchino.